# Letiště Razér
Letiště Razér (IATA: KUR, ICAO: OARZ) je veřejné letiště sloužící Korán va Mundžánu v Badachšánu v Afghánistánu.
Letiště se nachází v nadmořské výšce 2 520 m n. m. a má hliněnou přistávací dráhu s délkou asi 869 m.